# 灰毛附地菜
灰毛附地菜（学名：Trigonotis vestita）为紫草科附地菜属的植物，为中国的特有植物。分布在中国大陆的湖北、云南、四川、陕西等地，生长于海拔2,000米至3,900米的地区，多生在高山、亚高山草地或灌丛中，目前尚未由人工引种栽培。